# Raúl Casañ
Raúl Casañ Martí (Beniparrell, Valencia, 27 de septiembre de 1976) es un exfutbolista y entrenador de fútbol español que actualmente dirige al Club Deportivo Ibiza Islas Pitiusas de la Segunda Federación.

## Carrera deportiva

### Como jugador
Natural de Beniparrell, empezó como jugador en el Picassent CF en Regional Preferente. Más tarde, militó en equipos de la Segunda División B de España como SD Huesca, Talavera Club de Fútbol,Benidorm CF, CD Alcoyano, UB Conquense y la Sociedad Cultural y Recreativa Peña Deportiva. También jugaría en el Catarroja CF de Tercera División. Se retiraría en 2012 en las filas del Sociedad Cultural y Recreativa Peña Deportiva.

### Como entrenador
En la temporada 2018-19, iniciaría su etapa como entrenador dirigiendo a la Sociedad Cultural y Recreativa Peña Deportiva de la Tercera División de España. 
El 2 de junio de 2019, lograría el ascenso a la Segunda División B de España, al vencer por dos goles a uno a la UD Tamaraceite.
En la temporada 2019-20, siendo su debut como entrenador en la Segunda División B de España, lograría acabar la liga regular en cuarta posición tras la suspensión de la liga por el coronavirus, clasificándose por los play-offs de ascenso a la Segunda División de España.
En la fase final de la eliminatoria de ascenso disputado en una única sede, lograría eliminar en la primera eliminatoria al Marbella FC contra todo pronóstico y luego sería derrotado en semifinales por el CD Castellón.
En la temporada 2020-21, llegaría hasta los dieciseisavos de final de la Copa del Rey tras eliminar al CE Sabadell, ronda en la que sería apeado por el Real Valladolid CF por un gol a cuatro en el encuentro disputado el 16 de enero de 2021.
Al término de la temporada 2020-21, lograría clasificarse para la Segunda División RFEF al lograr una de las plazas en la fase entre los peores clasificados de cada grupo de la categoría de bronce.
El 13 de mayo de 2021, anunciaría que no seguiría como técnico de la Sociedad Cultural y Recreativa Peña Deportiva.
El 29 de mayo de 2021, firma como entrenador de la Unió Esportiva Cornellà de la Primera División RFEF por dos temporadas. El 21 de marzo de 2022, es destituido como entrenador de la Unió Esportiva Cornellà, siendo sustituido por el técnico del juvenil Gonzalo Riutort.
El 15 de junio de 2022, firma como entrenador de Unionistas de Salamanca Club de Fútbol de la Primera División RFEF.
El 21 de febrero de 2023, es destituido como entrenador de Unionistas de Salamanca Club de Fútbol.
El 23 de mayo de 2023, firma por el Club Deportivo Ibiza Islas Pitiusas de la Tercera Federación, con el que lograría el ascenso a Segunda Federación al término de la temporada.

## Trayectoria como jugador
| Club                                          | País   | Año       |
| --------------------------------------------- | ------ | --------- |
| SD Huesca                                     | España | 1996-1997 |
| Talavera Club de Fútbol                       | España | 2001-2003 |
| Benidorm CF                                   | España | 2003-2005 |
| CD Alcoyano                                   | España | 2005-2007 |
| UB Conquense                                  | España | 2007-2008 |
| Sociedad Cultural y Recreativa Peña Deportiva | España | 2008-2009 |
| Catarroja CF                                  | España | 2009-2010 |
| Sociedad Cultural y Recreativa Peña Deportiva | España | 2010-2012 |

## Trayectoria como entrenador
| Club                                          | País   | Año             |
| --------------------------------------------- | ------ | --------------- |
| Sociedad Cultural y Recreativa Peña Deportiva | España | 2018-2021       |
| Unió Esportiva Cornellà                       | España | 2021-2022       |
| Unionistas de Salamanca Club de Fútbol        | España | 2022-2023       |
| Club Deportivo Ibiza Islas Pitiusas           | España | 2023-actualidad |